# Año mariano
Año mariano es una película de cine española del año 2000 dirigida por Karra Elejalde y Fernando Guillén Cuervo.

## Argumento
Mariano sufre un accidente de coche en una plantación de marihuana que está siendo incinerada por la Guardia Civil. En estado semiinconsciente e intoxicado de cannabis sufre una alucinación en la que cree haber visto a la virgen. La gente lo cree y gracias a los cuidados de una monja y a los servicios de Toni Towers, un avispado showman y promotor de espectáculos de medio pelo, Mariano se convierte, de la noche a la mañana, en un santón iluminado.

## Ficha artística

### Actores principales
- Karra Elejalde (Mariano Romero)
- Fernando Guillén Cuervo (Tony Towers)
- Manuel Manquiña (Talavera)
- Sílvia Bel (Máría Vélez)
- Pepín Tre (Hoper)
- Karlos Arguiñano (Viriato)
- Gorka Aguinagalde (Cabo Alcázar)
- Paco Sagarzazu (Obispo)
- Ángel Castilla (Esperanza)
- Antonio Escohotado (Antonio Escohotado)